# Mathilde Myhrvold
Mathilde Skjærdalen Myhrvold (* 16. Juli 1998 in Gjøvik) ist eine norwegische Skilangläuferin.

## Werdegang
Myhrvold, die für den Vind IL startet, nahm bis 2018 an Juniorenrennen teil. Im Februar 2017 wurde sie in Voss norwegische Juniorenmeisterin im Sprint und im März 2018 in Steinkjer über 15 km klassisch. Bei den Nordischen Junioren-Skiweltmeisterschaften 2017 in Soldier Hollow belegte sie den 38. Platz über 5 km Freistil, den 11. Rang mit der Staffel und den fünften Platz im Sprint und bei den Nordischen Junioren-Skiweltmeisterschaften 2018 in Goms den zehnten Platz über 5 km klassisch und den sechsten Rang im Sprint. Zu Beginn der Saison 2018/19 lief sie in Östersund ihre ersten Rennen im Scandinavian-Cup, die sie auf dem 25. Platz über 10 km Freistil und auf dem siebten Rang im Sprint beendete. Im weiteren Saisonverlauf kam sie viermal in die Punkteränge und erreichte damit den 16. Platz in der Gesamtwertung. Bei den U23-Weltmeisterschaften 2019 in Lahti errang sie den 37. Platz im 15-km-Massenstartrennen und den 11. Platz im Sprint. Im März 2019 debütierte sie in Drammen im Weltcup und belegte dabei den 44. Platz im Sprint. Im folgenden Jahr holte sie dort bei ihren zweiten Weltcupeinsatz mit dem neunten Platz im Sprint ihre ersten Weltcuppunkte. Drei Tage zuvor wurde sie bei den U23-Weltmeisterschaften in Oberwiesenthal Neunte im Sprint. In der Saison 2021/22 errang sie mit vier Top-Zehn-Platzierungen den 23. Platz im Gesamtweltcup sowie den neunten Platz im Sprintweltcup. Dabei erreichte sie im Sprint in der Lenzerheide mit dem zweiten Platz ihre erste Podestplatzierung im Weltcup. Beim Saisonhöhepunkt, den Olympischen Winterspielen 2022 in Peking, belegte sie den 44. Platz über 10 km klassisch und den 21. Rang im Sprint.

## Siege bei Rollerski-Weltcuprennen
| Nr. | Datum         | Ort      | Disziplin       |
| --- | ------------- | -------- | --------------- |
| 1.  | 25. Juni 2022 | Telemark | Sprint Freistil |

## Teilnahmen an Weltmeisterschaften und Olympischen Winterspielen

### Olympische Spiele
- 2022 Peking: 21. Platz Sprint Freistil, 44. Platz 10 km klassisch

### Nordische Skiweltmeisterschaften
- 2025 Trondheim: 13. Platz Sprint Freistil

## Platzierungen im Weltcup

### Weltcup-Statistik
Die Tabelle zeigt die erreichten Platzierungen im Einzelnen.
- 1.–3. Platz: Anzahl der Podiumsplatzierungen
- Top 10: Anzahl der Platzierungen unter den ersten zehn
- Punkteränge: Anzahl der Platzierungen innerhalb der Punkteränge
- Starts: Anzahl gelaufener Rennen in der jeweiligen Disziplin
- Hinweis: Bei den Distanzrennen erfolgt die Einordnung gemäß FIS.

| Platzierung               | Distanzrennen a | Distanzrennen a | Distanzrennen a | Distanzrennen a | Distanzrennen a | Skiathlon Verfolgung | Sprint | Etappen- rennen b | Gesamt | Team   | Team    |
| Platzierung               | ≤ 5 km          | ≤ 10 km         | ≤ 15 km         | ≤ 30 km         | > 30 km         | Skiathlon Verfolgung | Sprint | Etappen- rennen b | Gesamt | Sprint | Staffel |
| ------------------------- | --------------- | --------------- | --------------- | --------------- | --------------- | -------------------- | ------ | ----------------- | ------ | ------ | ------- |
| 1. Platz                  |                 |                 |                 |                 |                 |                      |        |                   |        |        | 1       |
| 2. Platz                  |                 |                 |                 |                 |                 |                      | 2      |                   | 2      |        |         |
| 3. Platz                  |                 |                 |                 |                 |                 |                      | 1      |                   | 1      |        |         |
| Top 10                    |                 |                 |                 |                 |                 |                      | 16     |                   | 16     | 5      | 2       |
| Punkteränge               |                 | 6               | 2               | 2               |                 | 3                    | 39     | 1                 | 53     | 5      | 2       |
| Starts                    |                 | 8               | 3               | 2               |                 | 5                    | 40     | 1                 | 59     | 5      | 2       |
| Stand: Saisonende 2024/25 |                 |                 |                 |                 |                 |                      |        |                   |        |        |         |

### Weltcup-Gesamtplatzierungen
| Saison  | Gesamt | Gesamt | Distanz | Distanz | Sprint | Sprint |
| Saison  | Punkte | Platz  | Punkte  | Platz   | Punkte | Platz  |
| ------- | ------ | ------ | ------- | ------- | ------ | ------ |
| 2019/20 | 29     | 76.    | –       | –       | 29     | 46.    |
| 2020/21 | 33     | 65.    | 1       | 92.     | 28     | 41.    |
| 2021/22 | 239    | 23.    | 10      | 62.     | 229    | 9.     |
| 2022/23 | 489    | 39.    | 8       | 117.    | 481    | 14.    |
| 2023/24 | 802    | 27.    | 118     | 51.     | 588    | 11.    |
| 2024/25 | 399    | 44.    | –       | –       | 399    | 13.    |